# Ganina Jama
Ganina Jama (russisch Га́нина Я́ма, wörtlich Ganjas Grube) ist ein Ort in der russischen Uralregion. Er liegt zwischen der Siedlung Schuwakisch und dem Dorf Koptjaki, ungefähr 15 km nordwestlich von Jekaterinburg entfernt. Früher befand sich hier die Eisenerzgrube Vier Brüder.
Hier wurden die Leichen des letzten russischen Zaren Nikolaus II., seiner Ehefrau Alexandra Fjodorowna und ihrer fünf Kinder in die stillgelegte Grube geworfen, nachdem sie im Verlauf des russischen Bürgerkriegs im Ipatjew-Haus in der Nacht vom 16. auf den 17. Juli 1918 ermordet worden waren. Einen Tag später wurden die Körper wieder geborgen und etwa 3,6 Kilometer weiter südöstlich verbrannt und verscharrt. Dort wurden die Überreste im Jahr 1979 durch heimliche private Nachforschungen des Geologen Alexander Awdonin aufgefunden.
Heute ist ein Anbetungskreuz am Ort der Verbrennung errichtet.
Im Jahre 2000 wurde in Ganina Jama ein russisch-orthodoxes Männerkloster „Kloster der Heiligen Zarenmärtyrer“ gegründet. Das Kloster ist ein einzigartiges Ensemble, welches aus sieben Holzkirchen besteht und von den Mönchen in eigener Arbeit errichtet wurde. Das Holz dieser Kirchen wurde nur mit Axt und Säge bearbeitet. Die sieben Kirchen sind jeweils einem Mitglied der Zarenfamilie gewidmet.
Am 14. September 2010 wurde bei einem Brand u. a. die Hauptkirche (Kirche für Nikolaus II., siehe Abbildung vor dem Brand) des Klosters stark beschädigt.

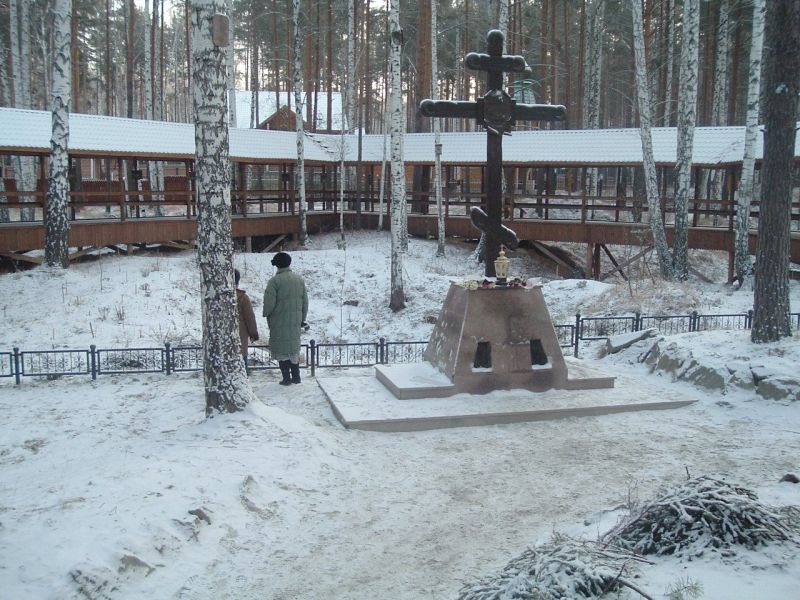
Anbetungskreuz im Kloster Ganina Jama
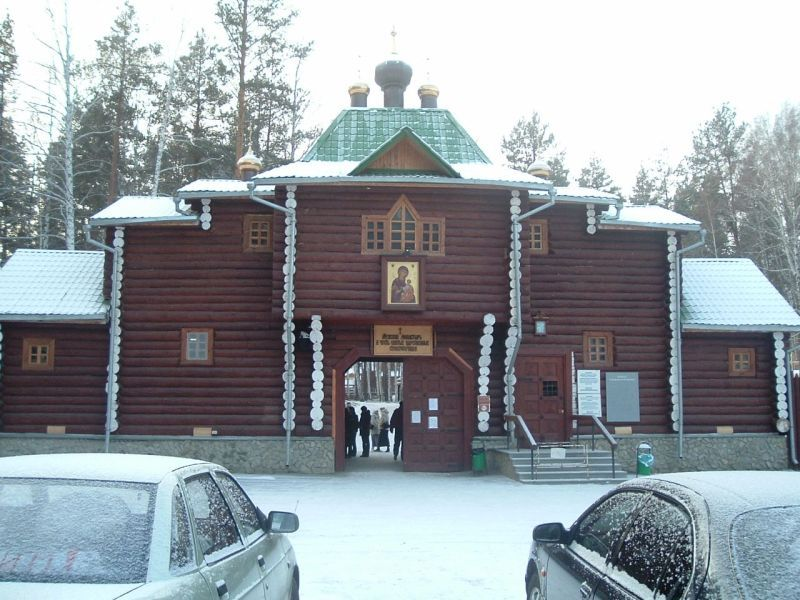
Eingang zum Kloster Ganina Jama
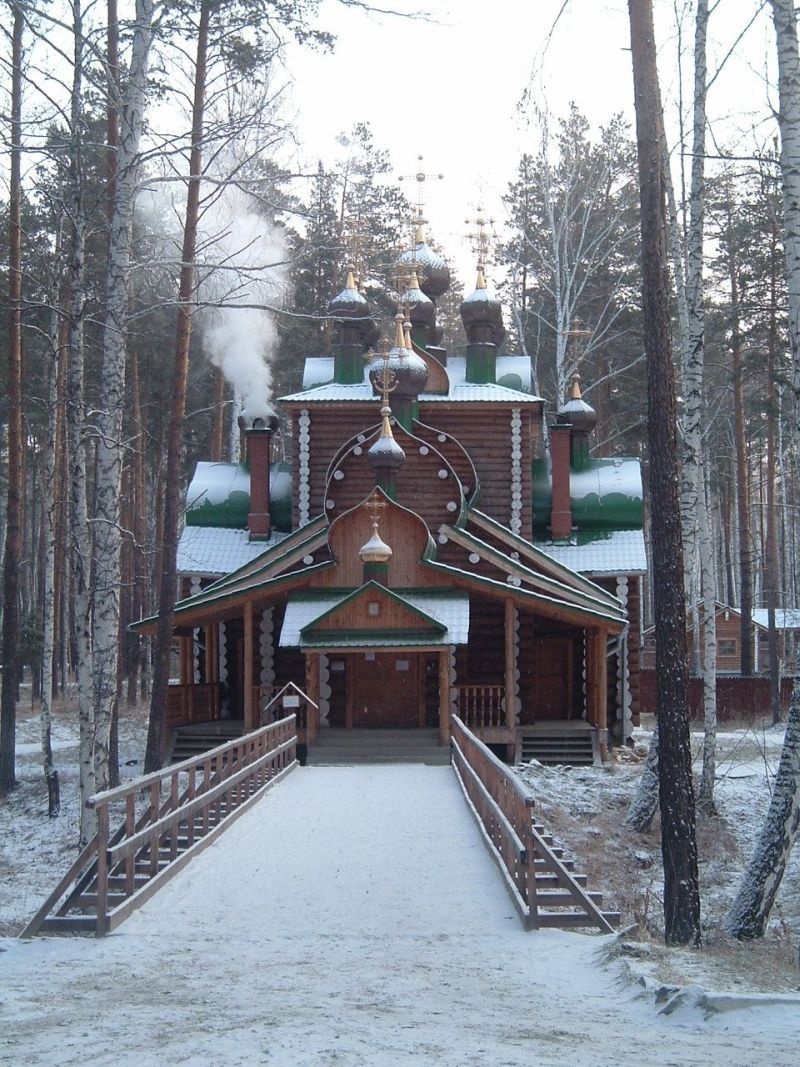
Kirche für Nikolaus II. im Kloster Ganina Jama
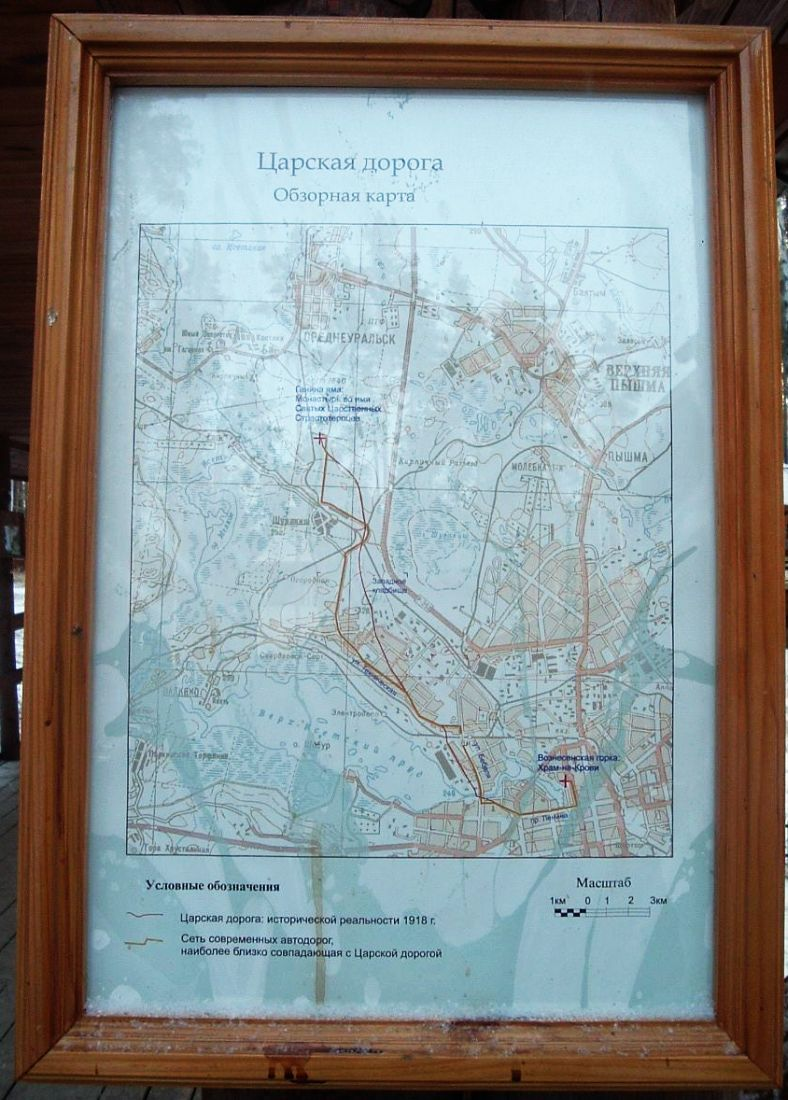
Der Zarenweg von Jekaterinburg nach Ganina Jama